# Stacey Tendeter
Stacey Tendeter (21 giugno 1949 – 26 ottobre 2008) è stata un'attrice britannica nota soprattutto per aver interpretato il personaggio di Muriel Brown nel film Le due inglesi di François Truffaut (1971).

## Biografia
Ha lavorato per la radio e la televisione britanniche degli anni settanta, tra l'altro in Elisabetta Regina (1971), Dead of Night (1972), The Pallisers (1974), In This House of Brede (1975) e in Underworld (1978), della serie Doctor Who.
In seguito ha recitato soprattutto in teatro (The Sentence, School for Sugar, The Scandal).
Dopo Le due inglesi, François Truffaut pensò a Stacey Tendeter anche per interpretare il ruolo della protagonista in Adèle H., una storia d'amore (1975). I provini confermarono che l'attrice era adatta alla parte, che però alla fine fu assegnata ad Isabelle Adjani. Di nuovo, tre anni dopo, Truffaut ipotizzò di assegnarle il principale ruolo femminile in La camera verde, ma anche in questo caso finì per optare per un'attrice destinata ad una grande carriera: Nathalie Baye..
È morta il 26 ottobre 2008 in seguito a un carcinoma mammario estesosi ai polmoni e alle ossa, di cui soffriva da anni e che l'aveva costretta all'inattività. Ha lasciato il marito Andy e tre figli.

## Filmografia

### Cinema
- Le due inglesi (Les Deux Anglaises et le Continent), regia di François Truffaut (1971)
- At the Fountainhead (of German Strength), regia di Nick Burton e Anthea Kennedy (1980)
- Friend or Foe, regia di John Krish (1982)

### Televisione
- Elisabetta Regina (Elizabeth R) – miniserie TV, 1 puntata (1971)
- Play of the Month – serie TV, episodi 6x03-6x09 (1970-1971)
- Thirty-Minute Theatre – serie TV, episodi 6x05-7x19 (1970-1972)
- Spyder's Web – serie TV, episodio 1x05 (1972)
- Six Faces – serie TV, episodio 1x05 (1972)
- Dead of Night – serie TV, episodio 1x05 (1972)
- Omnibus – serie TV, episodio 6x10 (1972)
- La dinastia del potere (The Pallisers) – miniserie TV, 2 puntate (1974)
- Dominic – miniserie TV, 7 puntate (1976)
- CBS Children's Film Festival – serie TV, 1 episodio (1977)
- Doctor Who – serie TV, episodi 15x19-15x20 (1970-1978)
- Prisoners of Conscience – serie TV, episodio 1x01 (1981)
- Death of an Expert Witness – miniserie TV, 1 puntata (1983)
- Jury – serie TV, episodio 1x09 (1983)
- Casualty – serie TV, episodio 1x15 (1986)
- Screen Two – serie TV, episodio 4x11 (1988)
- Metropolitan Police (The Bill) – serie TV, episodio 10x121 (1994)

## Teatro
- The Sentence
- School for Sugar
- The Scandal